# Scorn (игра)
Scorn — компьютерная игра в жанре survival horror с элементами приключенческой игры, разработанная сербской студией Ebb Software. Игра примечательна необычным визуальным стилем, вдохновленным работами Ханса Гигера и Здзислава Бексинского. Релиз игры состоялся 14 октября 2022 года для Windows и Xbox Series X/S.

## Игровой процесс
Игрок управляет главным героем с видом от первого лица; герой обнаруживает себя в одиночестве в чуждом и пугающем мире. Scorn является нелинейной игрой, состоящей из нескольких взаимосвязанных областей, каждая со своими уникальными персонажами и головоломками — игрок может перемещаться между ними в том порядке, в каком пожелает. Каждая из этих областей содержит свой фрагмент общего повествования; игрок должен искать в мире игры определённые ресурсы и заботиться об ограниченном инвентаре. Персонаж использует оружие, напоминающее пистолеты и дробовики, но частично состоящее из живых органов; оно пульсирует и шевелится, и процесс перезарядки или смены оружия напоминает кормление или работу хирурга. Несмотря на необычность оружия, оно использует патроны с порохом и работает по тому же принципу, что и обычное огнестрельное оружие.

## Сюжет
Игровой процесс в Scorn не сопровождается традиционным повествованием — в игре отсутствуют текстовые пояснения, диалоги и катсцены. История подаётся исключительно через визуальные образы, окружение и действия персонажей, предоставляя игроку возможность самостоятельно интерпретировать происходящее.
События условно разделяются на две части. В каждой из них игрок управляет безымянным существом некой инопланетной гуманоидной расы. Первый персонаж пробуждается в мрачном комплексе и вскоре оказывается в подземных катакомбах. Пытаясь выбраться, он сталкивается с органической субстанцией, которая поглощает его и превращает в паразитическое существо.
Позже игрок начинает управлять вторым персонажем, который появляется в другом районе мира. В ходе путешествия он сталкивается с мутировавшим паразитом — бывшим первым героем — и оказывается им заражён. Паразит цепляется за спину персонажа и начинает постепенно отнимать его жизненные силы.
Добравшись до огромного храма, второй персонаж с помощью сложных механизмов избавляется от паразита, но не уничтожает его. После этого он инициирует ритуал, направленный на открытие портала в другой мир. Однако, когда цель уже почти достигнута, паразит вновь нападает на героя. В последней сцене персонажи сливаются в единую биомассу прямо перед входом в портал — на этом игра и завершается.

## Разработка и выход
Scorn — детище сербского разработчика Любомира Пеклара; в 2013 году он начал заниматься проектом своей мечты и сумел собрать вокруг себя достаточно единомышленников, чтобы основать для разработки игры собственную студию. По словам Пеклара, двумя важнейшими источниками вдохновения для Scorn были работы художников Ханса Гигера и Здзислава Бексинского. Помимо этого, Пеклар указывал как источники вдохновения фильмы Кроненберга, Ардженто, Линча, Карпентера и Ходоровского, книги Лавкрафта, Баркера, Томаса Лиготти, Балларда, Лема, Кафки, а также философов Камю и Хайдеггера; образцами для подражания среди игр были Silent Hill, Resident Evil и Metroid Prime. Пеклару с трудом удавалось находить художников по концепт-артам, которые воплощали бы именно то, что он хочет — у большинства людей быстро заканчивалась фантазия, и они принимались рисовать «большие зубы, большие глаза и каких-то жуков», тогда как Пеклар требовал более странных и необычных образов.
Мир Scorn был задуман как биомеханический, живой, где практически не было бы прямых линий, и коридор превращался бы в ребристый пищевод, двери — в зубастые пасти, колонны состояли бы из мышц и костей. Разработчики собрали большую библиотеку изображений из различных источников — от медицинских пособий до документальных фильмов о природе; в процессе создания облика игры они деформировали, комбинировали и преувеличивали формы, добиваясь наиболее впечатляющих образов. По мнению Пеклара, люди приучены ценить внешнюю красоту тела, а внутренние органы, кости и ткани воспринимать как отвратительные. В то же время разработчики старались избегать перенасыщения и загромождения пространства деталями. Одним из первых образов, созданных для игры, был главный герой — он должен был занимать центральное место в мире. Мир игры содержит и монументальные конструкции, призванные передать ощущение обширных пространств, покинутых обитателями. С точки зрения Пеклара, важно, чтобы игра рассказывала историю через окружение — мир и атмосферу, наподобие того, как это делают игры вроде Shadow of the Colossus или Journey; именно этим обусловлено отсутствие в игре неинтерактивных катсцен. По словам Пеклара, компьютерные игры изначально привлекли его как новый способ рассказывать истории, сочетающий в себе приемы музыки, литературы и кино, но ставящий во главу угла интерактивность. По ранним задумкам разработчиков, в Scorn не должно было быть катсцен или процедурной генерации — история должна была рассказываться исключительно через тщательно проработанное окружение.
Ebb Studio выпустила первый трейлер Scorn в ноябре 2014 года; за этим последовала неудачная краудфандинговая кампания на сайте Kickstarter — студии удалось собрать лишь небольшую часть запрашиваемых средств. Ещё до анонса студия распространила в сети концепт-арты игры — разработчики считали, что так привлекут к грядущей игре больше внимания. Эти концепт-арты — как и уже не связанные с Ebb Studio слухи о том, что игру якобы делает американская Bend Studio — привлекли интерес компании Sony, и разработчики отправили в ответ на запрос концепцию игры, но не получили ответа. В январе 2015 года, спустя месяц после провала кампании, студия «по чистой удаче» получила финансирование от инвестора и в феврале 2015 года начала полноценную разработку игры. На этот момент предполагалось выпустить игру в виде двух эпизодов — первый из них должен был получить подзаголовок Dasein. Позднее студия приняла решение выпустить игру целиком, а не по частям. В 2017 году Ebb Software запустила ещё одну краудфандинговую кампанию на Kickstarter — на этот раз кампания оказалась успешной: студии удалось собрать больше 200 тысяч евро. На 2017 год над игрой работали 20 человек.
В мае 2020 года было объявлено, что игра выйдет для игровой консоли Xbox Series X; при этом она должна работать в разрешении 4k, до 120 кадров в секунду и использовать аппаратную трассировку лучей.
13 июня 2021 года на презентации Microsoft (Xbox & Bethesda) на E3 2021 глава Xbox Фил Спенсер представил список игр, которые будут присутствовать в Xbox Game Pass; среди них есть Scorn с намеченной датой выхода на осень 2021 года.
В сентября 2021 года студия сообщила о переносе игры на 2022 год. Релиз игры состоялся 14 октября 2022 года. 3 октября 2023 года игра вышла на консоль PlayStation 5 с полной поддержкой всех функций контроллера DualSense. Помимо этого, в продажу поступило физическое издание игры для обеих консолей.

## Отзывы критиков
| Сводный рейтинг    | Сводный рейтинг           |
| Агрегатор          | Оценка                    |
| ------------------ | ------------------------- |
| Metacritic         | (PC) 70/100 (XBXS) 64/100 |
| OpenCritic         | 69/100                    |
| «Критиканство»     | 55/100                    |
| Иноязычные издания |                           |
| Издание            | Оценка                    |
| Edge               | 5/10                      |
| EGM                | [ 25 ]                    |
| GameRevolution     | 6/10                      |
| GameSpot           | 4/10                      |
| GamesRadar+        | [ 28 ]                    |
| IGN                | 7/10                      |
| NME                | [ 30 ]                    |
| PC Gamer (US)      | 80/100                    |
| Shacknews          | 5/10                      |
| The Guardian       | [ 33 ]                    |
| VG247              | [ 34 ]                    |
| Game Rant          | [ 35 ]                    |

Scorn получила смешанные оценки игровых ресурсов. Версия для персональных компьютеров получила 70 баллов из 100 возможных на сайте Metacritic, версия для Xbox Series X/S — 64 балла из 100 возможных.
Леана Хафер из IGN похвалила игру за художественное оформление и эмбиентный саундтрек, но при этом осталась разочарована боевой системой игры. По мнению Алессандро Барбоза из GameSpot «ограниченные сохранения и несбалансированный бой превращают большую часть приключения Scorn в унылое блуждание, разрушая многообещающие первые часы игры, в которых особое внимание уделяется решению головоломок и атмосфере, а не всему остальному». Рецензент издания Game Rant Далтон Купер похвалил визуальную составляющую проекта и игровые анимации, но вместе с этим подверг критике запутанную систему игровых сохранений и однообразные игровые локации, которые делают прохождение Scorn невероятно утомительным. По его мнению игра не дает абсолютно никаких оснований возвращаться к ней, а после её прохождения «большинство [игроков] будет радоваться, что всё закончилось».